# Aguilar (hrad)
Château d'Aguilar je hrad pocházející z 12. století, jeden z tzv. katarských hradů, který se nachází v obci Tuchan ve francouzském departementu Aude. Aguilar je jedním z tzv. „pěti synů Carcassonne“, spolu s hrady Quéribus, Puilaurens, Termes a Peyrepertuse, které se všechny nacházejí na vrcholcích skalních výběžků s pověstí „nedobytných“ hradů.

## Popis
Konstrukce hradu je příkladem praktického vojenského myšlení, kterým se řídila architektura 12. století. Hrad se skládá z vnitřní pevnosti postavené ve 12. století, kterou obklopuje vnější pětiúhelníkové opevnění ze 13. století. Toto opevnění je orientováno tak, že jeho hrot střeží stranu, která je pro útočníky nejvýhodnější. Pevnost a vnitřní šestiboké opevnění je na každém rohu lemováno půlkruhovými strážními věžemi, z nichž každá je vybavena lučištnickými střílnami. Strategická poloha hradu na kopci vyčnívajícím nad Tuchanskou rovinou umožňuje kontrolu a ochranu masivu Corbières. Přesto je hrad díky své relativně nízké nadmořské výšce 321 metrů snadno přístupný z roviny.
Přímo pod hradem se nachází malá podzemní kaple Saint-Anne.

## Historie
V roce 1004 patřilo místo rodu hrabat z Carcassonne, kolem roku 1010 bylo místo Aguilar spolu s Peyrepertusès postoupeno hrabatům z Besalù. Ve své závěti z roku 1021 popsal hrabě z Besalù Bernat Taillefer Aguilar jako „pech“ (horu) na hranici mezi hrabstvími Narbonne a Roussillon.
Neznámo kdy, snad koncem 11. století, se Aguilar stal součástí panství pánů z Termes.
Hrad Aguilar byl postaven mezi druhou polovinou 12. století a koncem 15. století. Nejstarší část hradu tvoří nepravidelná polygonální hradba na okraji malé skalnaté plošiny postavená v období kolem poloviny 12. století. Účelem hradu bylo hlídání výjezdu z cest mezi oblastí Narbonne a Roussillonem přes průsmyk Extrême nebo potok Nouvelles.
V roce 1210 hrad napadl a obsadil Simon de Montfort, který zajal a v Carcassonne držel v zajetí jeho majitele Raymonda de Termes.
V letech 1240 až 1250 byl Aguilar v rukou francouzského krále. V roce 1250 byl hrad vrácen Olivierovi de Termes (Raymondovu synovi) poté, co se vyznamenal ve Svaté zemi. V roce 1260 Olivier de Termes hrad prodal spolu spolu s vesnicemi Termes, Davejean a Vignevieille francouzskému králi Ludvíku IX., který hrad doplnil o vnější pětiúhelníkové opevnění. Další stavební úpravy, jejichž pozůstatkem jsou zbytky kasemat se šikmou klenbou a čtverhranná věž přiléhající k severní straně hradu, byly provedeny během 15. století.
V roce 1525 hrad padl do rukou španělské a německé armády. Je pravděpodobné, že budova hradu byla poté rozebrána, místo aby byla obnovena.
Když byla hranice na základě smlouvy z Pyrenejí (1659) posunuta zpět na jih od Roussillonu, hrad postupně ztrácel svůj strategický význam a nakonec byl v roce 1659 opuštěn. Dnes se nachází ve zchátralém stavu. Od roku 1949 je zapsán na seznamu historických památek francouzského ministerstva kultury.

## Galerie

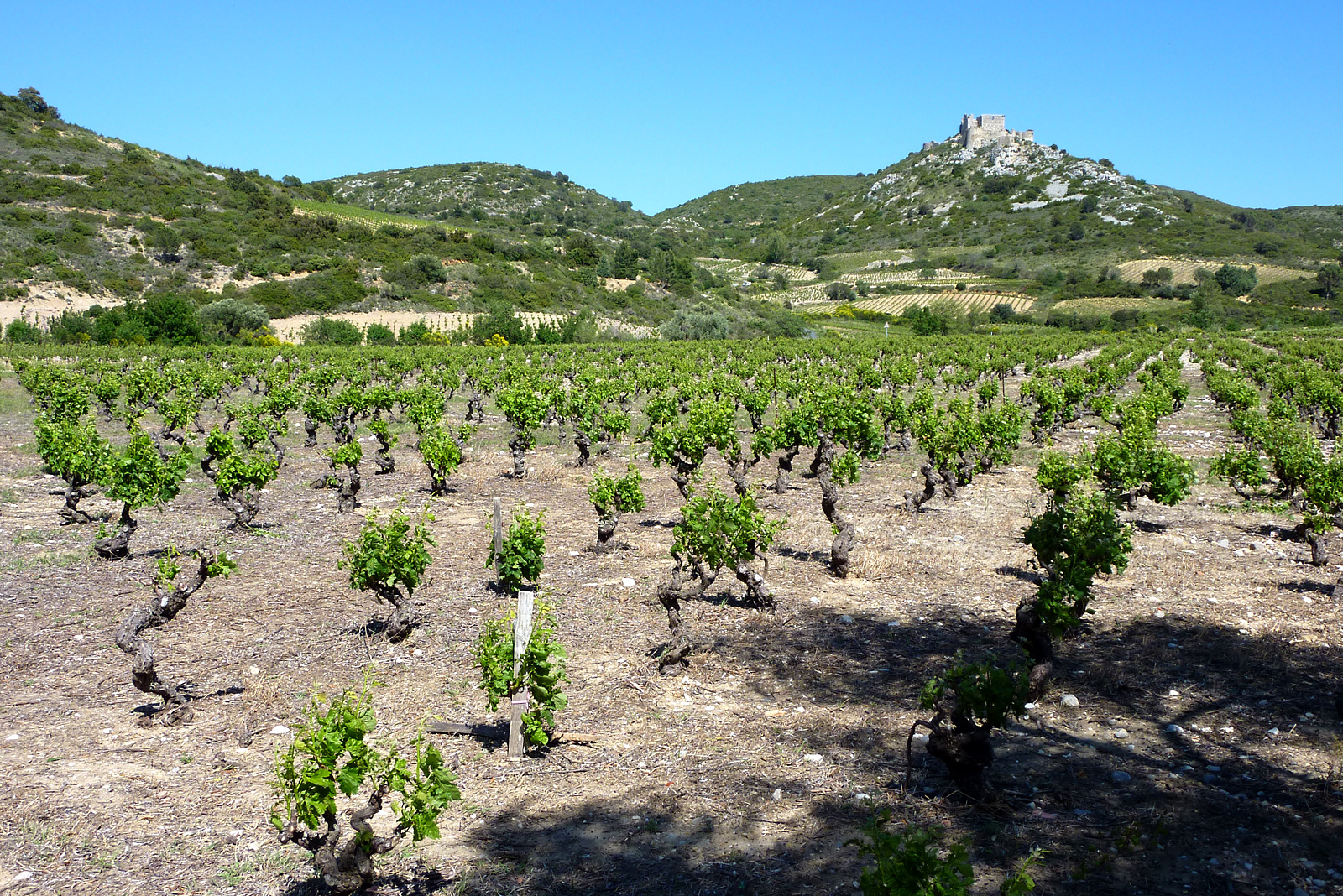
Château d'Aguilar
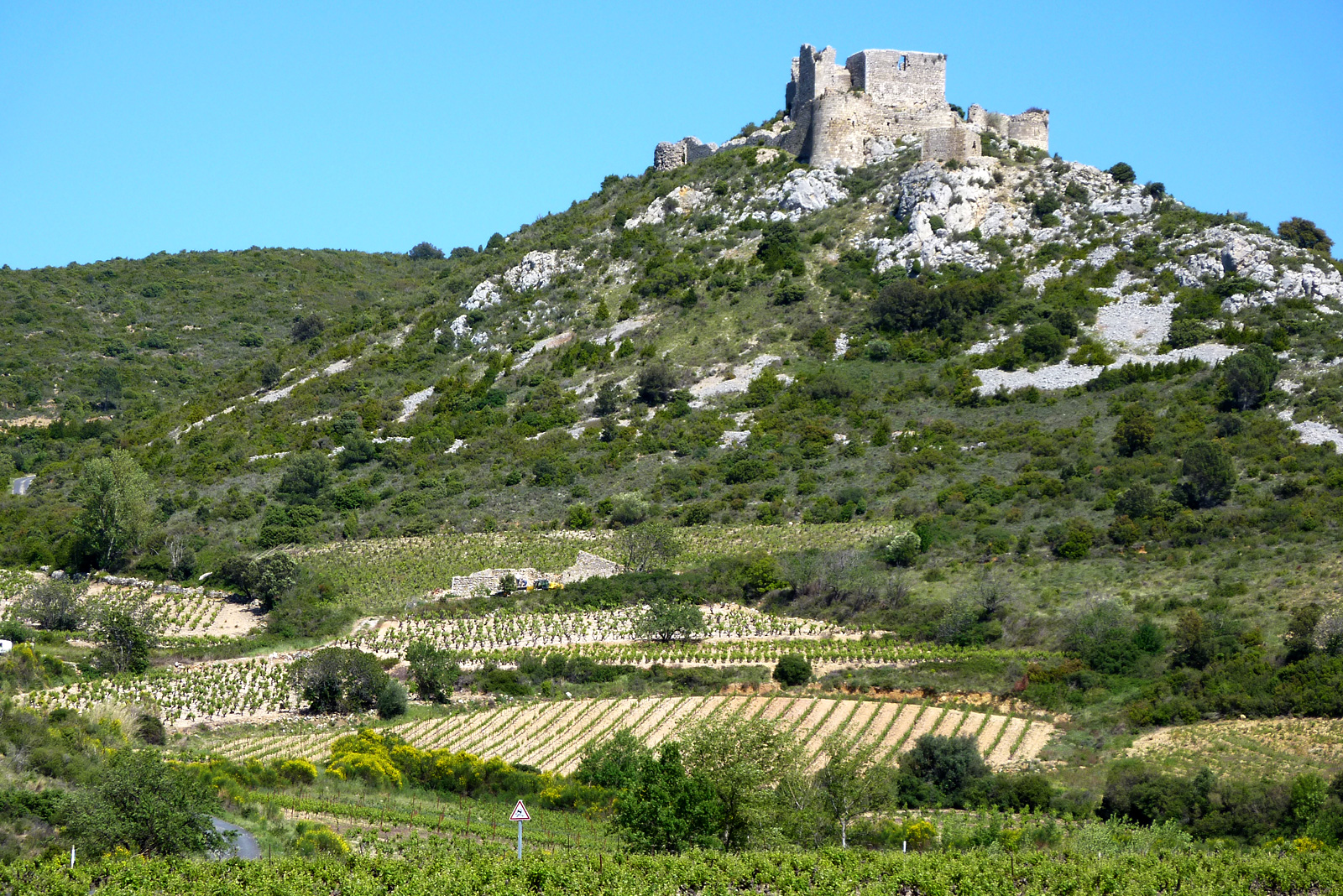
Château d'Aguilar
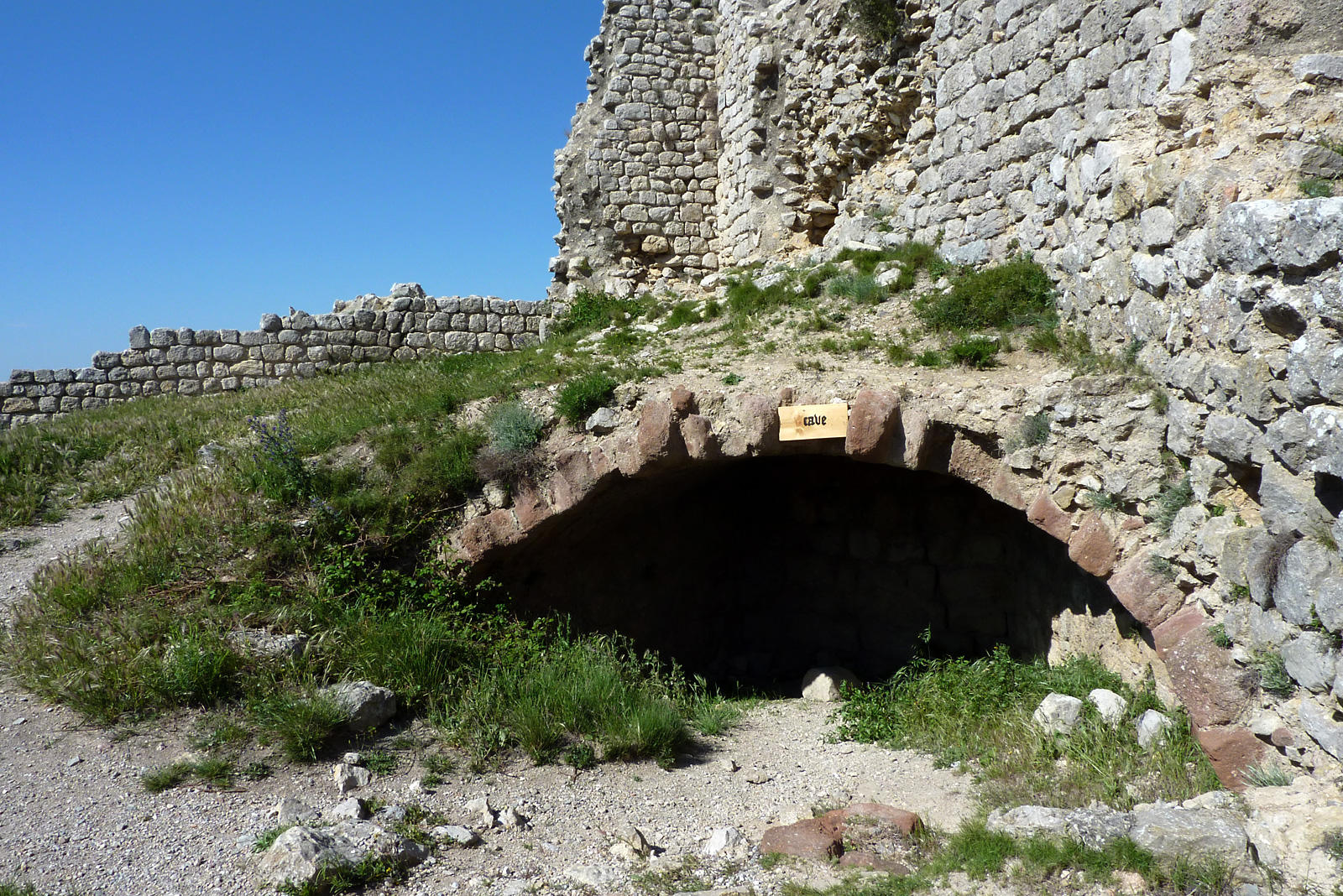
Château d'Aguilar
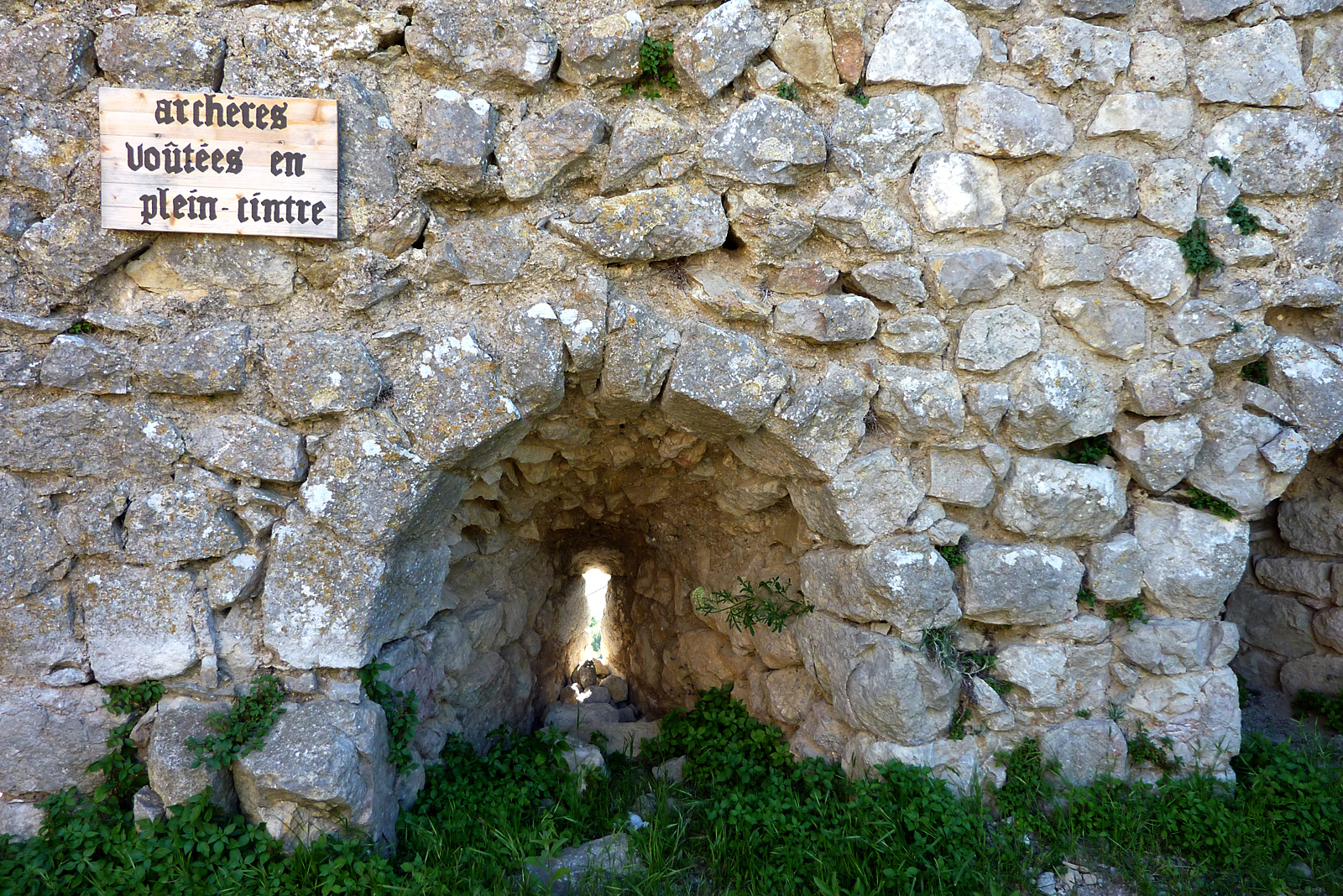
Château d'Aguilar
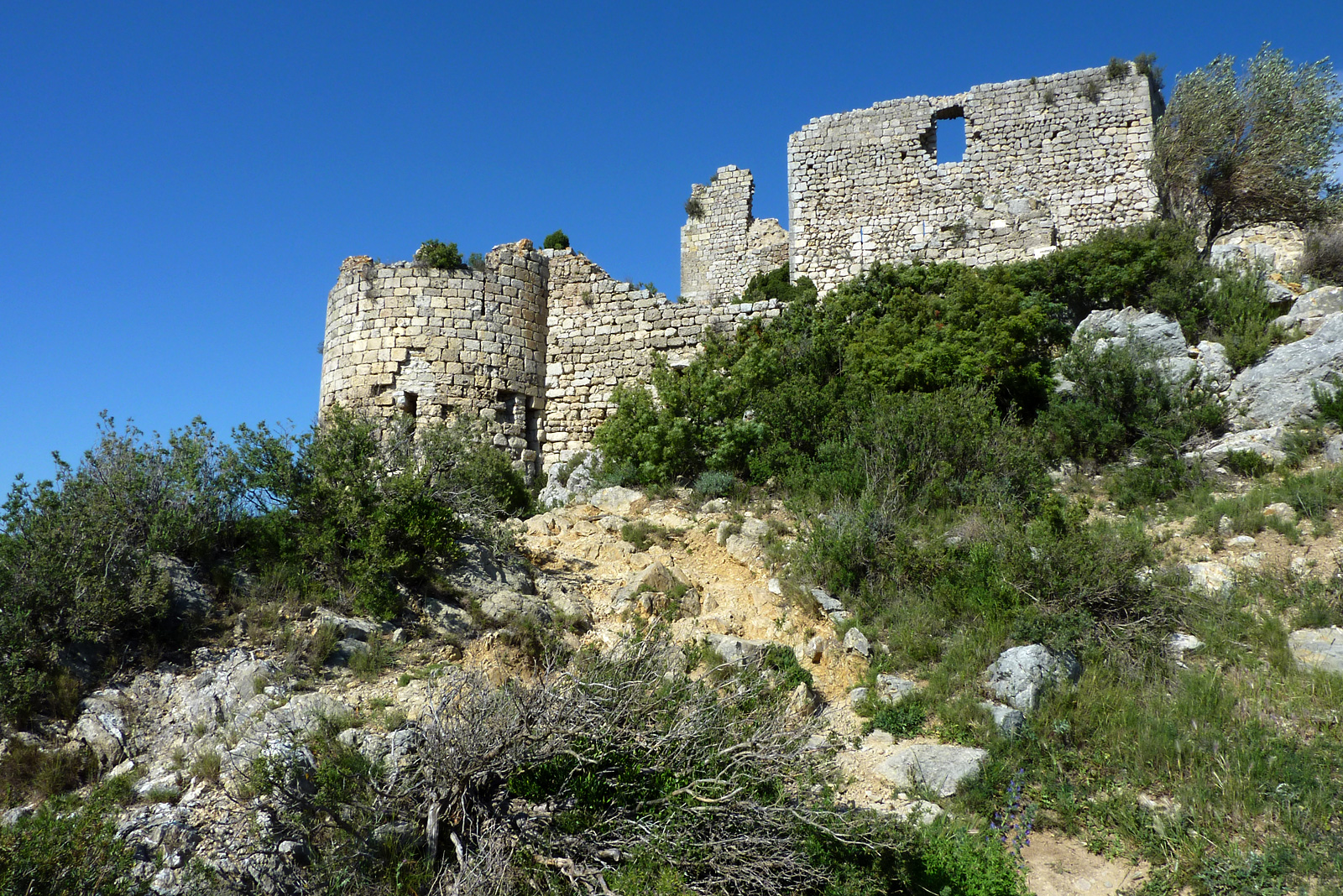
Château d'Aguilar
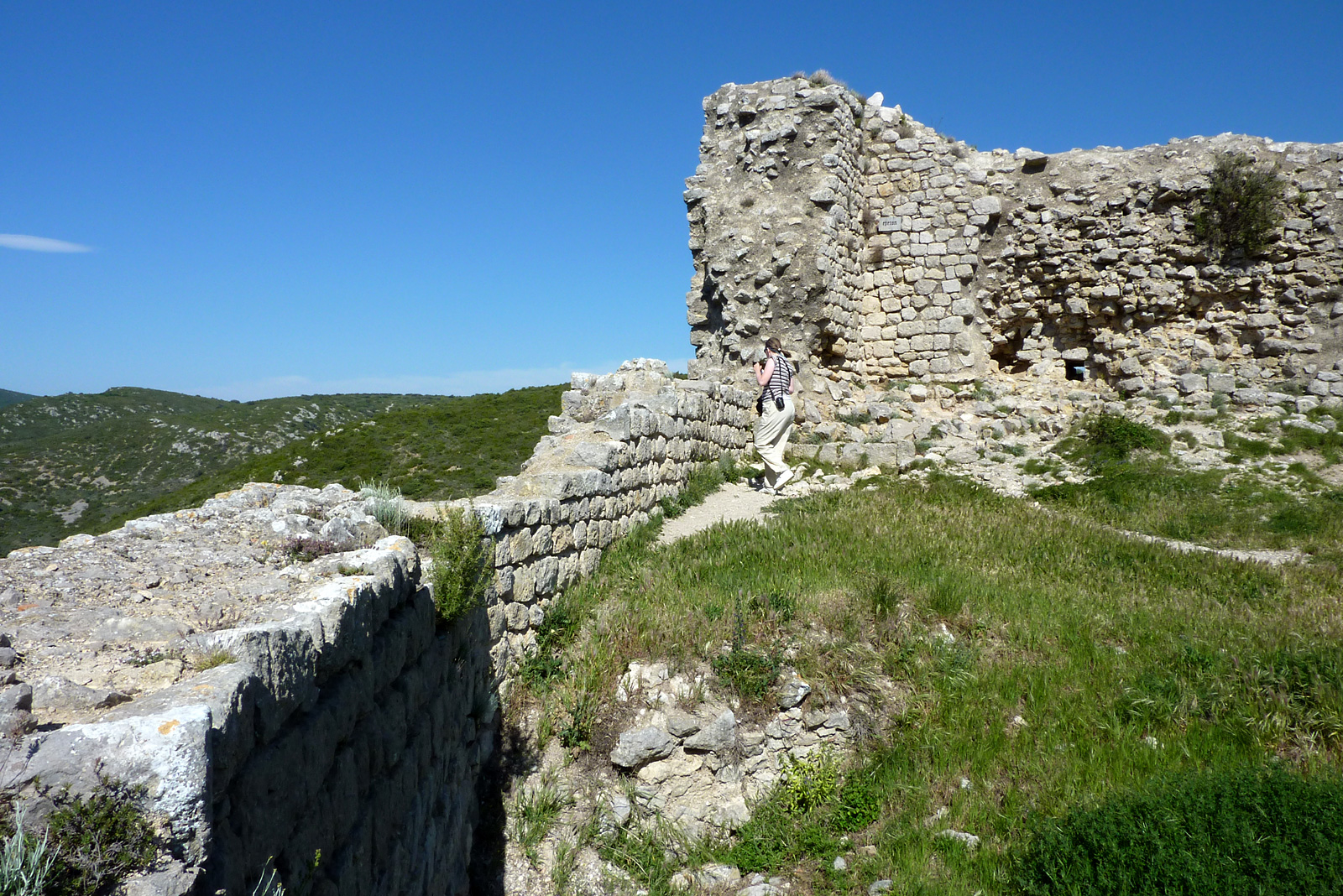
Château d'Aguilar
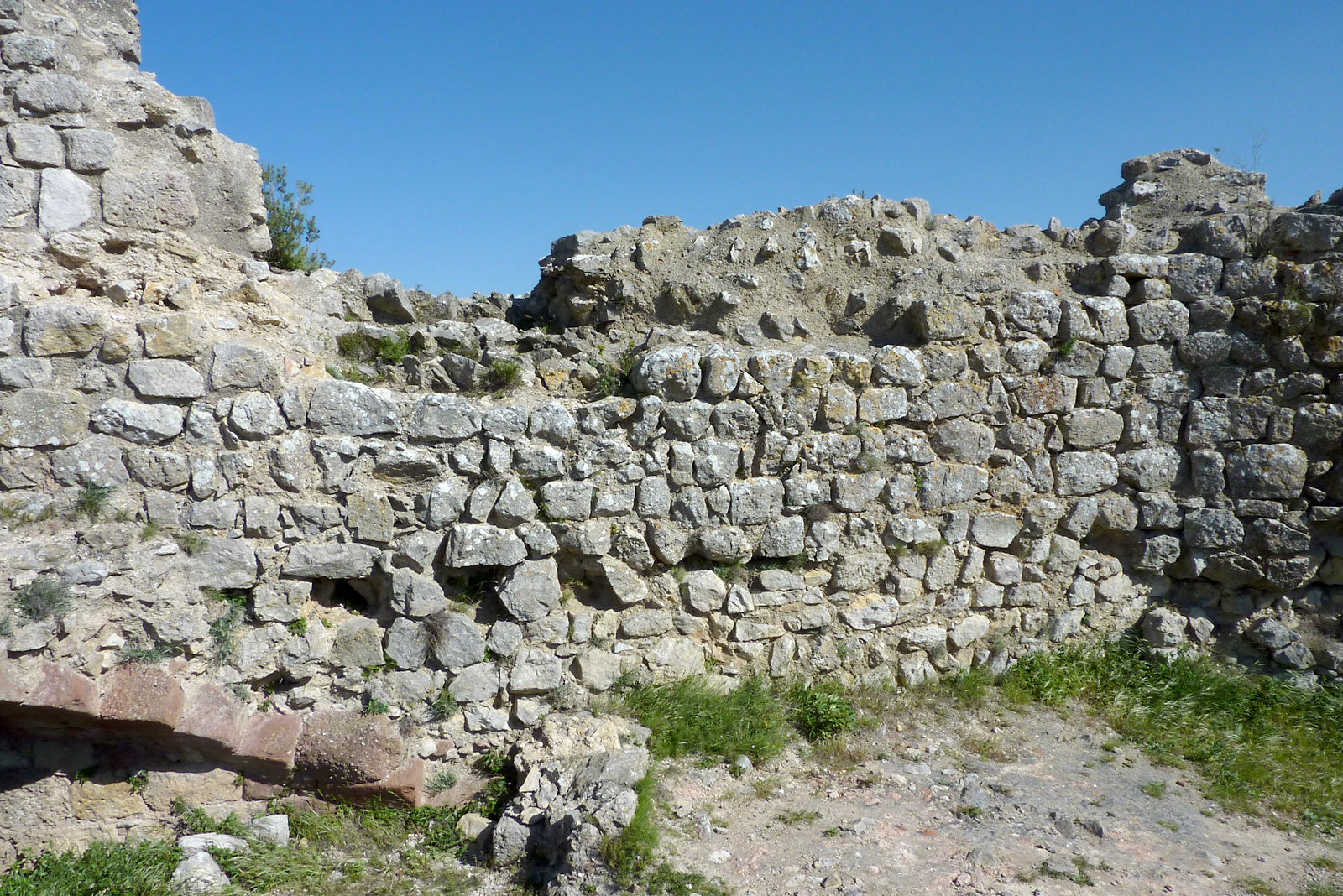
Château d'Aguilar
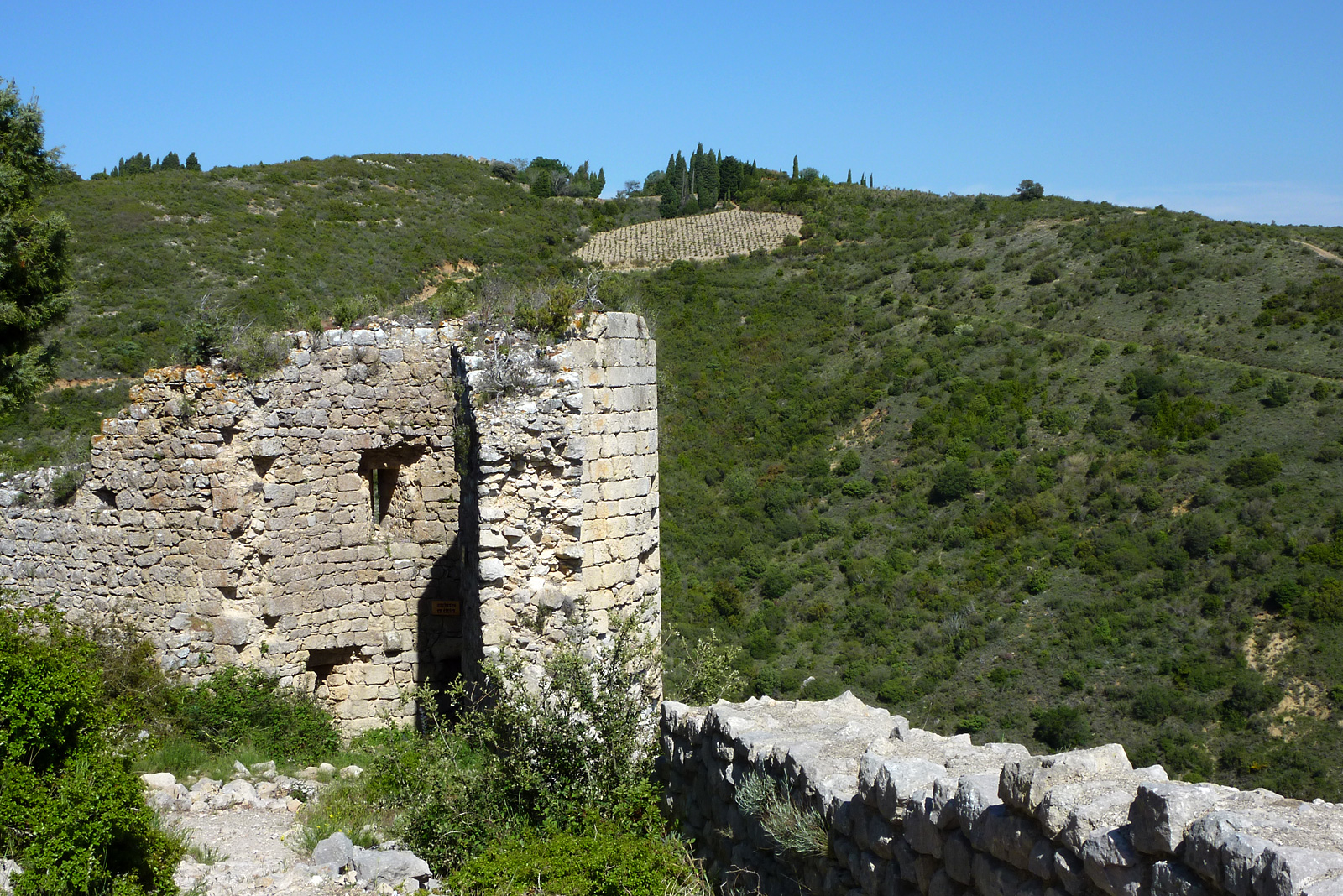
pohled z Château d'Aguilar směrem na masiv Corbières
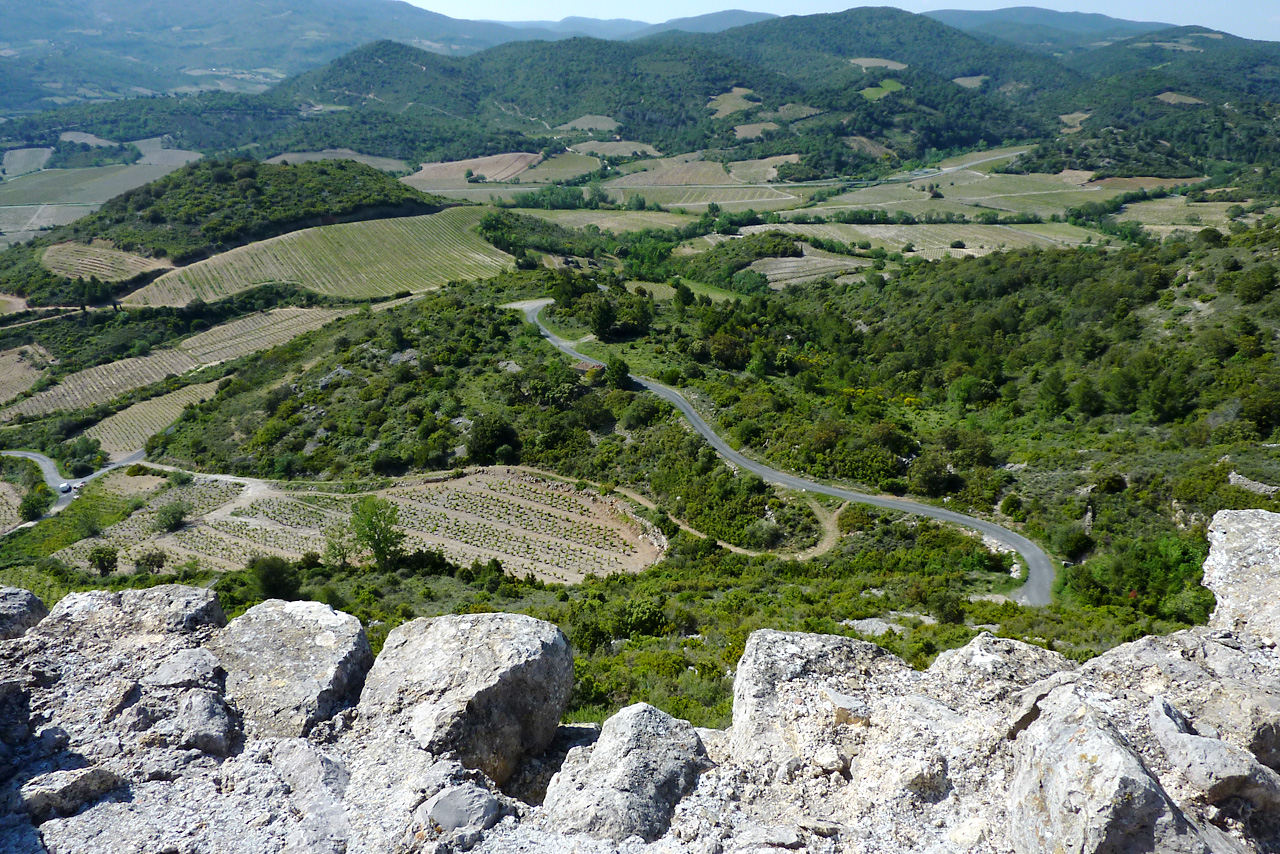
pohled z Château d'Aguilar směrem na masiv Corbières
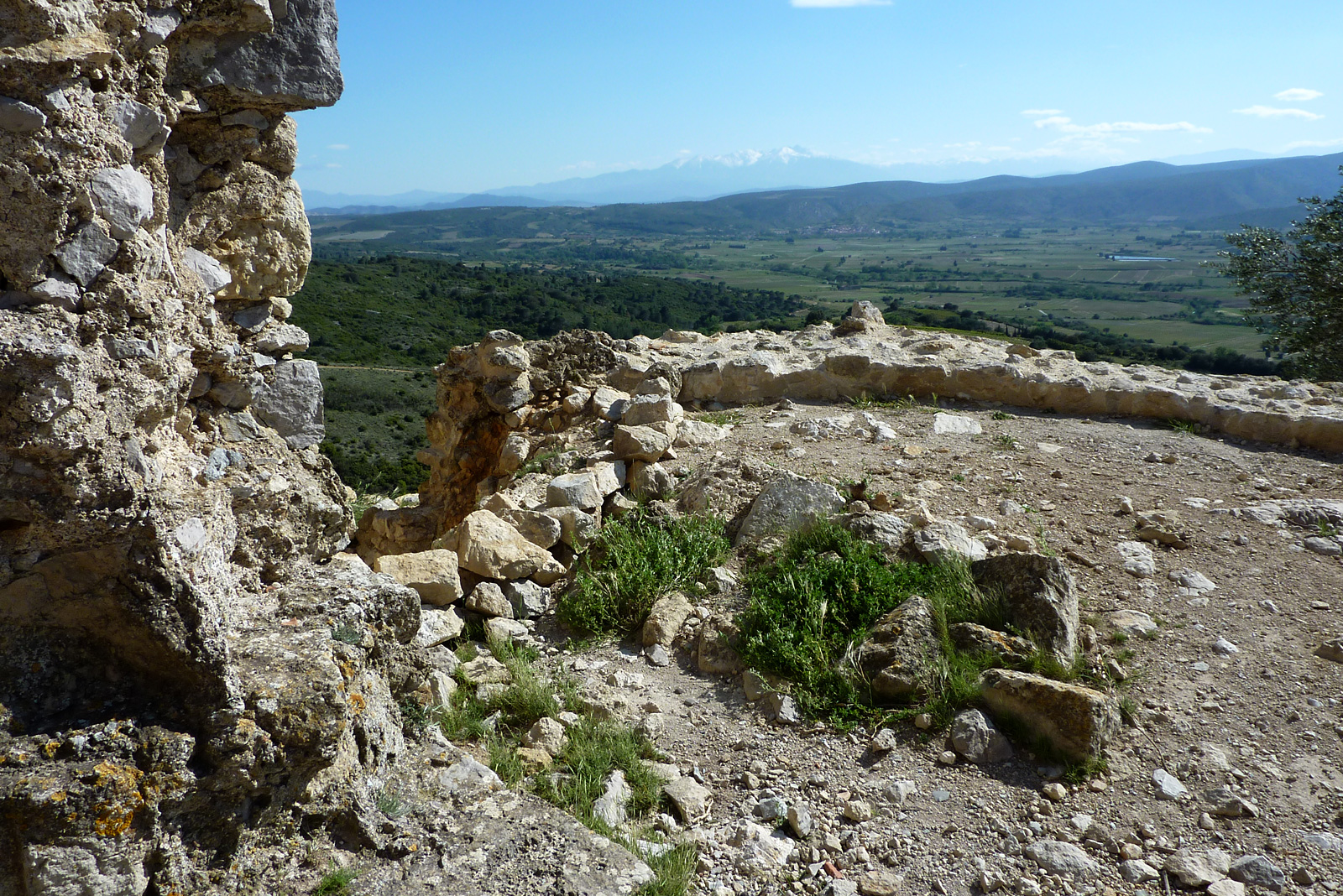
View from Château d'Aguilar to the Corbières, v pozadí jsou vidět Pyreneje
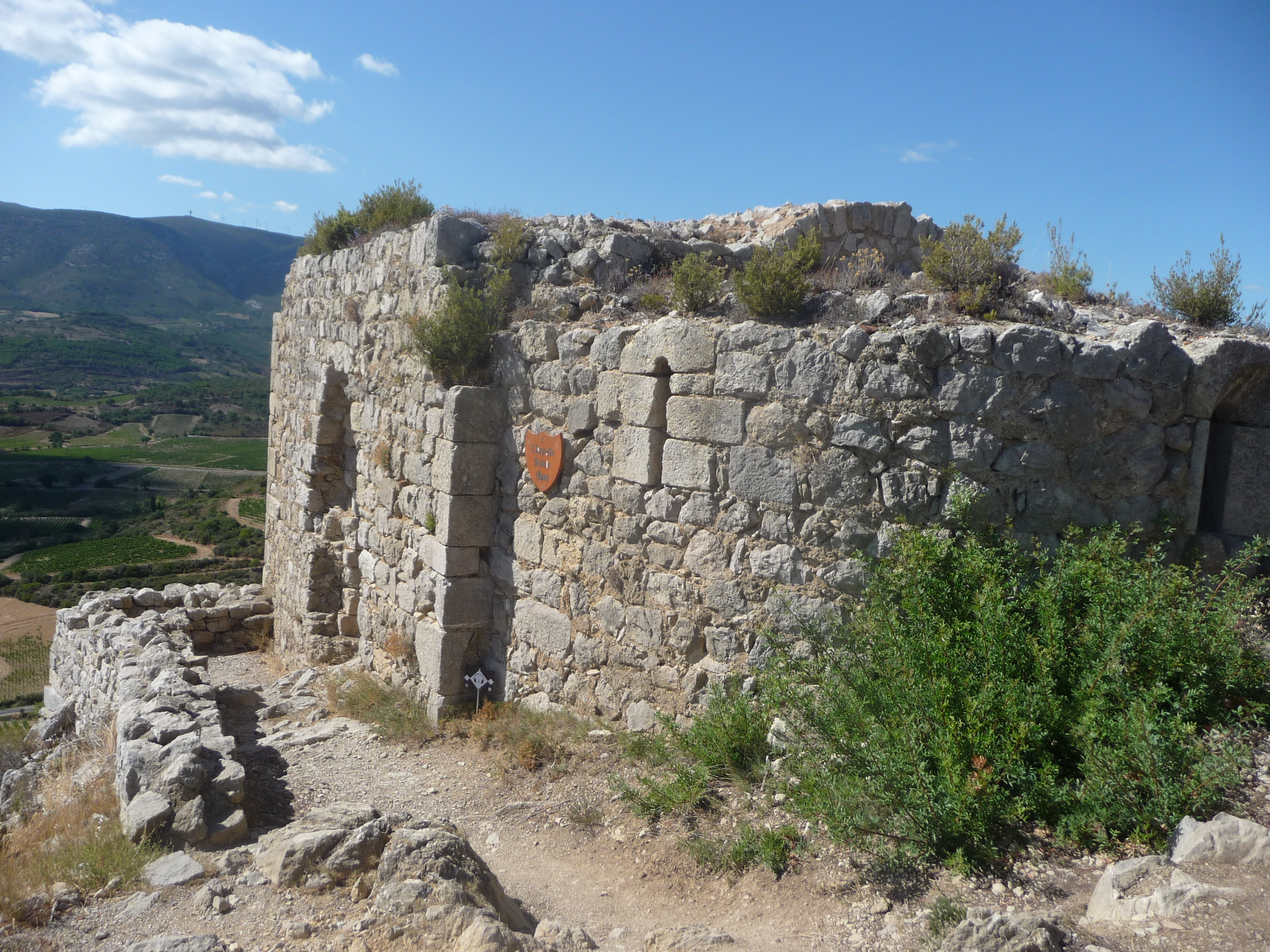
kaple Saint Anne v předhradí